# Печатники (платформа)
Печатники (рос. Печатники) — зупинний пункт/пасажирська платформа Курського напрямку Московської залізниці, у складі лінії МЦД-2.. 
Відкритий 10 червня 2022.

## Інфраструктура та устрій
Площа зупинного пункту Печатники складає 11,5 тис. м², має дві острівні платформи з навісами на всю довжину, надземний перехід із двома пасажирськими вестибюлями, де розміщуються турнікети, зали очікування та каси. 
Надземний перехід над Південно-Східною автомобільною хордою веде до вулиць Шосейна та Полбіна, а також до станції метро «Печатники» Люблінсько-Дмитрівської лінії та однойменної станції Великої кільцевої лінії метро. 
Станція МЦД-2 сполучена пішохідним тунелем під залізничними коліями з Люблінською вулицею, цей тунель получає розділені залізницею райони Печатники та Текстильники.
Станція має 10 ескалаторів і п'ять ліфтів.

## Пересадки
- Автобуси: м77, с4, 30, 161, 228, 292, 350, 438, 646, 650, 703, 736, с790, Вч
- Метростанції
  -  Печатники
  -  Печатники

| Попередня зупинка | Лінія | Лінія                | Лінія | Наступна зупинка |
| ----------------- | ----- | -------------------- | ----- | ---------------- |
| Текстильщики      |       | Курський напрямок МЗ |       | Любліно          |